# Sibirisk rall
Sibirisk rall (Rallus indicus) är en östasiatisk fågel i familjen rallar inom ordningen tran- och rallfåglar som tidigare behandlades som underart till vattenrallen.

## Kännetecken

### Utseende
Sibirisk rall är en 23–29 cm lång rall, mycket lik dess västliga motsvarighet vattenrallen som den tidigare behandlades som underart till. Sibiriska rallen skiljer sig dock genom ett brett brunt ögonstreck, mer vitt på strupen och vitare ögonbrynsstreck framför ögat och tydligt mörkare brun hjässa. Undersidan är vidare blekare grå med brun anstrykning, framför allt på bröstet, och på undre stjärttäckarna syns tydliga svarta band.

### Läten
Lätena skiljer sig tydligt från vattenrallens. Spellätet som hörs året runt är ett vasst och pipande "kyu", längre och klarare än vattenrallens motsvarande läte. Sången består av en serie metalliska "shrink, shrink" som avges ungefär två gånger per sekund och upprepas efter en kort paus.

## Utbredning och systematik
Fågeln förekommer i östra Asien från norra Mongoliet och östra Sibirien (övre Jenisej och mellersta Lena) till Manchuriet, Sachalin och norra Japan. Vintertid flyttar den till ett område från östra Bengalen och Assam i Indien, Myanmar, norra Thailand och norra Laos ösgterut till sydöstra Kina (inklusive Hainan), Taiwan, Korea och södra Japan. Den behandlas som monotypisk, det vill säga att den inte delas in i några underarter.
Tidigare betraktades sibirisk rall som underart till vattenrall, men de skiljer sig åt i utseende och tydligt i läten. Vid försök där vattenrallen utsätts för den sibiriska rallens läten svarar heller inte den förra. Vidare är de genetiska skillnaderna stora och de båda arterna tros ha skiljts åt för över en halv miljon år sedan.

## Levnadssätt
Sibirisk rall bebor huvudsakligen sötvattensvåtmarker, träsk och fuktiga ängar. Födan består av små insekter, mollusker och maskar, men även vegetabiliskt material som frön. Fågeln lägger ägg från april-maj. Det skålformade boet av löv och växter placeras väl dolt nära eller i vatten.

## Status och hot
Artens population har inte uppskattats och dess populationstrend är okänd, men utbredningsområdet är relativt stort. Internationella naturvårdsunionen IUCN anser inte att den är hotad och placerar den därför i kategorin livskraftig.